# Campionato mondiale per club FIFA 2005
La Coppa Toyota del Campionato del Mondo per club FIFA 2005 (in giapponese: 2005FIFAクラブワールドカップトヨタカップ, in inglese: 2005 FIFA Club World Championship Toyota Cup), fu la 2ª coppa del mondo di calcio per club organizzata dalla FIFA.
La manifestazione ha sostituito la Coppa Intercontinentale, il trofeo che fino all'anno precedente decretava la squadra campione del mondo.
Il torneo ha avuto una durata minore rispetto al primo campionato mondiale per club, che durava quasi due settimane, e si è svolto ad eliminazione diretta.
Il nome ufficiale della manifestazione derivava dall'unione di quelli delle due precedenti competizioni (il Campionato mondiale per club FIFA e la Toyota Cup).
La finale tra San Paolo e Liverpool è stata ad ogni modo la sfida tra i campioni di Sud America ed Europa, quindi la partita che si sarebbe giocata anche secondo le regole della vecchia Coppa Intercontinentale. L'incontro, disputato a Yokohama, si è concluso con la vittoria dei brasiliani per 1-0. Il San Paolo aveva già vinto due edizioni della Coppa Intercontinentale, nel 1992 e nel 1993.

## Formula
Partecipano le sei vincitrici delle rispettive competizioni continentali. I rappresentanti dell'Oceania, dell'Africa, dell'Asia e del Centro-Nord America si scontrano fra di loro nei quarti di finale. Le vincenti di queste sfide raggiungono in semifinale le vincitrici della UEFA Champions League e della Coppa Libertadores. Oltre alla finale per il titolo si disputano gli incontri per il terzo e il quinto posto.

## Stadi
Il Nissan Stadium di Yokohama, durante lo svolgimento della Coppa del mondo per club, torna ad assumere il precedente nome di International Stadium. Ciò a causa di una norma della FIFA che vieta di sponsorizzare i nomi degli stadi utilizzati durante le proprie competizioni.
| International Stadium | Tokyo Toyota Yokohama | National Stadium | Stadio Toyota    |
| --------------------- | --------------------- | ---------------- | ---------------- |
| Località: Yokohama    | Tokyo Toyota Yokohama | Località: Tokyo  | Località: Toyota |
| Capienza: 72.370      | Tokyo Toyota Yokohama | Capienza: 60.000 | Capienza: 45.000 |
|                       | Tokyo Toyota Yokohama |                  |                  |

## Squadre partecipanti
| Squadra    | Data di qualificazione | Confederazione | Qualificata in quanto                    | Partecipazioni |
| ---------- | ---------------------- | -------------- | ---------------------------------------- | -------------- |
| Saprissa   | 11 maggio 2005         | CONCACAF       | Campione CONCACAF Champions' Cup 2005    | 1ª             |
| Liverpool  | 25 maggio 2005         | UEFA           | Campione UEFA Champions League 2004-2005 | 1ª             |
| Sydney FC  | 10 giugno 2005         | OFC            | Campione Oceania Club Championship 2005  | 1ª             |
| San Paolo  | 14 luglio 2005         | CONMEBOL       | Campione Coppa Libertadores 2005         | 1ª             |
| Al-Ittihad | 5 novembre 2005        | AFC            | Campione AFC Champions League 2005       | 1ª             |
| Al-Ahly    | 12 novembre 2005       | CAF            | Campione CAF Champions League 2005       | 1ª             |

## Arbitri
La FIFA ha selezionato per questa manifestazione sette arbitri.
AFC
- Tōru Kamikawa

CAF
- Mohamed Guezzaz

CONCACAF
- Benito Archundia

CONMEBOL
- Carlos Chandía
- Carlos Simon

UEFA
- Graham Poll
- Alain Sars

## Risultati

### Tabellone
|  |                    |                    |                              |           | Quarti di finale | Quarti di finale |  |  | Semifinali | Semifinali |  |  | Finale | Finale |
|  |                    |                    |                              |           |                  |                  |  |  |            |            |  |  |        |        |
|  |                    |                    |                              |           |                  |                  |  |  |            |            |  |  |        |        |
|  |                    |                    |                              |           |                  |                  |  |  |            |            |  |  |        |        |
|  | Al-Ittihad         | 1                  |                              |           |                  |                  |  |  |            |            |  |  |        |        |
|  | Al-Ittihad         | 1                  |                              |           |                  |                  |  |  |            |            |  |  |        |        |
|  |                    |                    | Al-Ahly                      | 0         |                  |                  |  |  |            |            |  |  |        |        |
|  | Al-Ittihad         | 2                  | Al-Ahly                      | 0         |                  |                  |  |  |            |            |  |  |        |        |
|  | Al-Ittihad         | 2                  | Incontro per il quinto posto |           |                  |                  |  |  |            |            |  |  |        |        |
|  |                    |                    | San Paolo                    | 3         |                  |                  |  |  |            |            |  |  |        |        |
|  | Al-Ahly            | 1                  | San Paolo                    | 3         |                  |                  |  |  |            |            |  |  |        |        |
|  | Al-Ahly            | 1                  |                              |           |                  |                  |  |  |            |            |  |  |        |        |
|  | Sydney FC          | 2                  |                              |           |                  |                  |  |  |            |            |  |  |        |        |
|  | Sydney FC          | 2                  | San Paolo                    | 1         |                  |                  |  |  |            |            |  |  |        |        |
|  |                    |                    | San Paolo                    | 1         |                  |                  |  |  |            |            |  |  |        |        |
|  |                    | Liverpool          | 0                            |           |                  |                  |  |  |            |            |  |  |        |        |
|  |                    |                    | 0                            | Sydney FC | 0                |                  |  |  |            |            |  |  |        |        |
|  |                    |                    |                              |           |                  |                  |  |  |            |            |  |  |        |        |
|  |                    | Deportivo Saprissa | 1                            |           |                  |                  |  |  |            |            |  |  |        |        |
|  | Deportivo Saprissa | Deportivo Saprissa | 1                            | 0         |                  |                  |  |  |            |            |  |  |        |        |
|  | Deportivo Saprissa |                    | Incontro per il terzo posto  | 0         |                  |                  |  |  |            |            |  |  |        |        |
|  |                    |                    | Liverpool                    | 3         |                  |                  |  |  |            |            |  |  |        |        |
|  | Al-Ittihad         | 2                  | Liverpool                    | 3         |                  |                  |  |  |            |            |  |  |        |        |
|  | Al-Ittihad         | 2                  |                              |           |                  |                  |  |  |            |            |  |  |        |        |
|  | Deportivo Saprissa | 3                  |                              |           |                  |                  |  |  |            |            |  |  |        |        |
|  | Deportivo Saprissa | 3                  |                              |           |                  |                  |  |  |            |            |  |  |        |        |
|  |                    |                    |                              |           |                  |                  |  |  |            |            |  |  |        |        |

### Quarti di finale
| Arbitro: | Graham Poll |

|          |           |  |
| Noor 78’ | Marcatori |  |

| Arbitro: | Tōru Kamikawa |

|  |           |             |
|  | Marcatori | 47’ Bolaños |

### Semifinali
| Arbitro: | Alain Sars |

|                            |           |                                 |
| Noor 33’ Al-Montashari 68’ | Marcatori | 16’ 47’ Amoroso 57’ (rig.) Ceni |

| Arbitro: | Carlos Chandía |

|  |           |                           |
|  | Marcatori | 3’ 58’ Crouch 32’ Gerrard |

### Incontro per il quinto posto
| Arbitro: | Tōru Kamikawa |

|            |           |                      |
| Motaeb 45’ | Marcatori | 35’ Yorke 66’ Carney |

### Terzo posto
| Arbitro: | Mohamed Guezzaz |

|                           |           |                                  |
| Kallon 28’ Job 53’ (rig.) | Marcatori | 13’ 85’ (rig.) Saborío 89’ Gómez |

### Finale
| Arbitro: | Benito Archundia |

|             |           |  |
| Mineiro 27’ | Marcatori |  |

## Classifica
| Pos. | Squadra    | Confederazione |
| ---- | ---------- | -------------- |
| 1    | San Paolo  | CONMEBOL       |
| 2    | Liverpool  | UEFA           |
| 3    | Saprissa   | CONCACAF       |
| 4    | Al-Ittihad | AFC            |
| 5    | Sydney FC  | OFC            |
| 6    | Al-Ahly    | CAF            |

## Classifica marcatori
| Gol |  |  | Giocatore           | Squadra            |
| --- |  |  | ------------------- | ------------------ |
| 2   |  |  | Amoroso             | San Paolo          |
| 2   |  |  | Peter Crouch        | Liverpool          |
| 2   |  |  | Mohammed Noor       | Al-Ittihad         |
| 2   |  |  | Álvaro Saborío      | Deportivo Saprissa |
| 1   |  |  | Hamad Al-Montashari | Al-Ittihad         |
| 1   |  |  | Cristian Bolaños    | Deportivo Saprissa |
| 1   |  |  | David Carney        | Sydney             |
| 1   |  |  | Steven Gerrard      | Liverpool          |
| 1   |  |  | Rónald Gómez        | Deportivo Saprissa |
| 1   |  |  | Joseph-Désiré Job   | Al-Ittihad         |
| 1   |  |  | Mohamed Kallon      | Al-Ittihad         |
| 1   |  |  | Mineiro             | San Paolo          |
| 1   |  |  | Emad Motaeb         | Al-Ahly            |
| 1   |  |  | Rogério Ceni        | San Paolo          |
| 1   |  |  | Dwight Yorke        | Sydney             |